# Avondlied (scouting)
Het Avondlied is in Vlaanderen een lied dat door verschillende jeugdbewegingen, waaronder Scouts en Gidsen Vlaanderen, Chiro en KSA, gebruikt wordt. Het lied is een vrije bewerking door E.H. Van Durme van het Franstalige Cantique des patrouilles, een lied dat in 1919 door de jezuïet Jacques Sevin, een van de grondleggers van scouting in Frankrijk, werd geschreven op muziek van Jean-Baptiste Gravier.
Het lied heeft van oorsprong een spirituele functie en is opgevat als gebed en bezinningsmoment. Het gebruik ligt dan ook in de katholieke voorgeschiedenis van de meeste jeugdbewegingen. Het avondlied wordt over het algemeen in groep gezongen voor het slapengaan als afsluiting van de dag of bij het kampvuur.

## Trivia
- De tekst komt voor in het slot van De Jossen, een toneelstuk van Tom Lanoye.[7]